# 張珮華
張珮華（英語：CHEUNG Pui Wah, Joyce，4月6日—），生於香港，籍貫山東濰坊，是一名香港監製、演員。小學畢業於嘉諾撒聖心學校小學部、中學畢業於聖士提反女子中學，後進入香港演藝學院戲劇學院學習，獲演藝文憑畢業生及藝術（一級榮譽）學士。後獲香港中文大學歷史系比較及公眾史學文學碩士。曾任香港電影金像獎執行總幹事，後與黃秋生和甄詠蓓創辦神戲劇場，並擔任行政總監。曾任香港藝術發展局戲劇藝術顧問（2015 - 16）。

## 舞台劇
- 2014年《EQUUS馬》（戀馬狂）張敬軒、方皓玟主演
- 2015年《狂揪夫妻》
- 2016年《狂揪夫妻・二度勁揪版》
- 2016年《仲夏夜之夢》
- 2017年《搞大電影》黃秋生、林海峰及韋羅莎 主演
- 2018年《夕陽戰士》
- 2021年《ART 呃》黃秋生 、陳淑儀、朱栢康 主演
- 2021年 同窗小說類劇場《久天長地》游學修、楊淇、當奴 主演
- 2022年 神戲再現・秋生復出《2呃22 ART》黃秋生 、陳淑儀、朱栢康 主演
- 2023年 神戲劇場十年情《極地謎情》黃秋生、游學修主演  陳淑儀導演

## 電影
- 2008年《內衣少女》（演員）
- 2003年《地下鐵 (電影)》（編劇）
- 2001年  《小奇蹟》（演員）
- 1994年《等著你回來》（演員）
- 《現代豪俠傳》(宣傳及發行)
- 《七金剛》（宣傳及發行）
- 《天若有情2II》（後期製作）
- 《東方三俠》（製片組）
- 1992年《哥哥的情人》（演員）

## 外部連結
- 張珮華的Facebook
- 張珮華的新浪微博
- 香港影庫資訊 （页面存档备份，存于）
- 同窗文化的Facebook